# Annorlunda kompisar
Annorlunda kompisar (finska: Toisenlaiset frendit) är en finsk dokumentär tv-serie som berättar om några vänner med olika funktionsnedsättning. Serien följer deras vardagsliv med arbete och fritidsintressen. 
Serien sändes på Yle TV1.

## Medverkande
- Timo - är seriens berättare. Han drömmer om en karriär i musikbranschen.
- Mikko - gillar politik och opera.
- Sanna - är en självsäker anförare.
- Sonja - är som en prinsessa och hon gillar att shoppa.
- Kata - är allas kompis och snäll.